# Кенмор (Вашингтон)
Кенмор (енгл. Kenmore) град је у америчкој савезној држави Вашингтон. По попису становништва из 2010. у њему је живело 20.460 становника.

## Демографија
Према попису становништва из 2010. у граду је живело 20.460 становника, што је 1.782 (9,5%) становника више него 2000. године.
| Група             | 2000.          | 2010.          |
| Белци             | 15.822 (84,7%) | 15.586 (76,2%) |
| Афроамериканци    | 259 (1,4%)     | 337 (1,6%)     |
| Азијати           | 1.338 (7,2%)   | 2.157 (10,5%)  |
| Хиспаноамериканци | 655 (3,5%)     | 1.439 (7,0%)   |
| Укупно            | 18.678         | 20.460         |